# Biserica „Sfântul Prooroc Ilie” din Marga

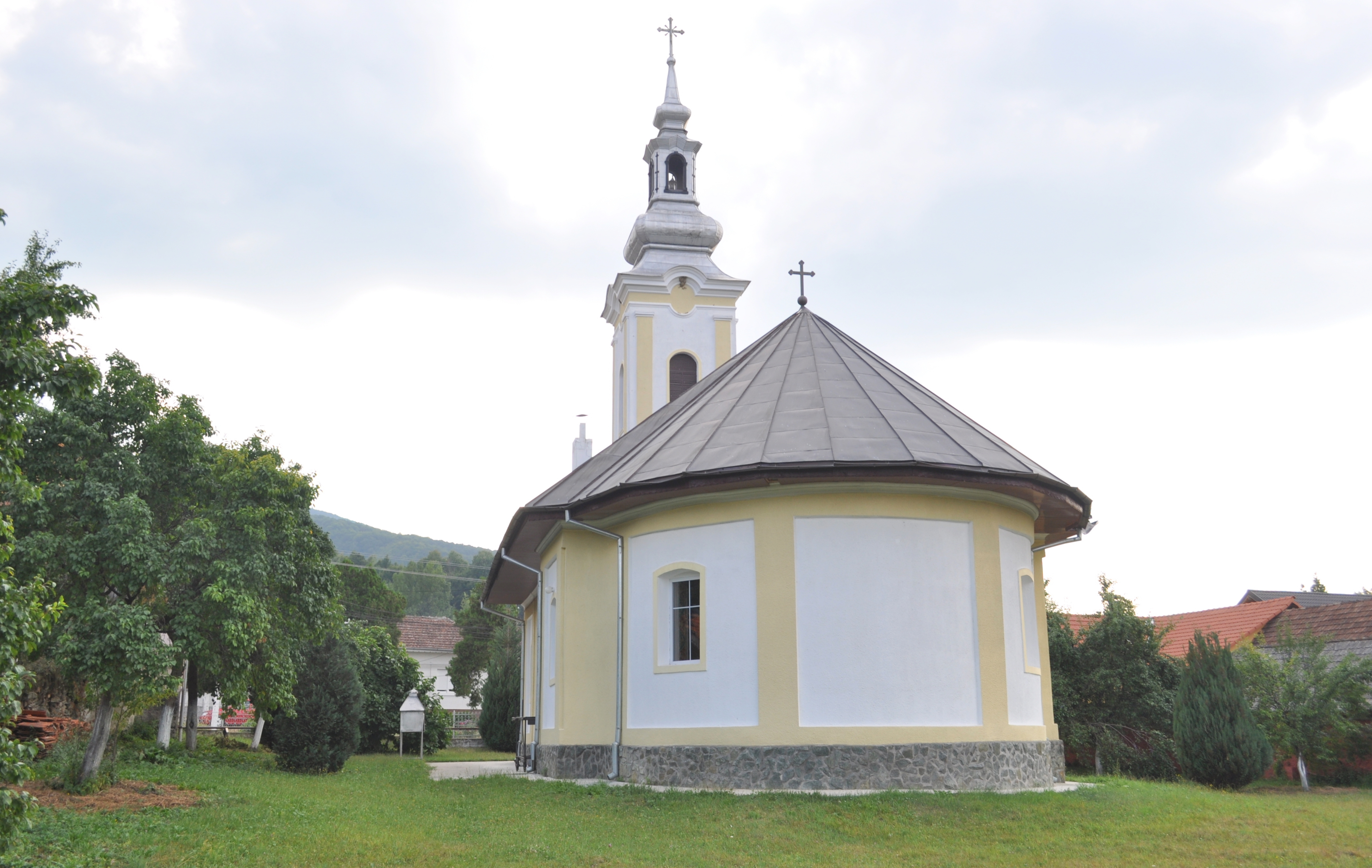
Biserica (est)

Biserica „Sfântul Prooroc Ilie” din Marga, comuna Marga, județul Caraș-Severin, a fost ridicată în anul 1830. Lăcașul de cult figurează pe lista monumentelor istorice 2010, cod LMI CS-II-m-B-11126.

## Istoric și trăsături
Biserica a fost ridicată cu osteneala întregii obști a satului, neexistând ctitori individuali. A fost sfințită pentru prima dată de episcopul Nicolae Popea în anul 1891. Biserica are următoarele dimensiuni: lungime - 22 m, lățime - 10 m. Este zidită în stil baroc vienez, din piatră, grosimea zidurilor având 1 m. Turnul este construit din cărămidă și piatră în anul 1887. Iconostasul este din piatră, iar pardoseala din marmură albă de Rușchița. Pictura veche, în ulei pe pânză, a fost realizată de pictorul I.Hesso în anul 1860. Pictura nouă a fost executată în 1993 de către Radu și Cecilia Husarciuc din donațiile credincioșilor din Marga și Vama-Marga. Sfințirea picturii și a lucrărilor exterioare s-a făcut la 20 iulie 1997 de P.S.Laurențiu Streza, Episcopul Caransebeșului. Clopotele vechi, rechiziționate în Primul Război Mondial au fost înlocuite cu altele, în 1921, din contribuția credincioșilor, al căror nume este inscripționat pe clopote.

## Imagini

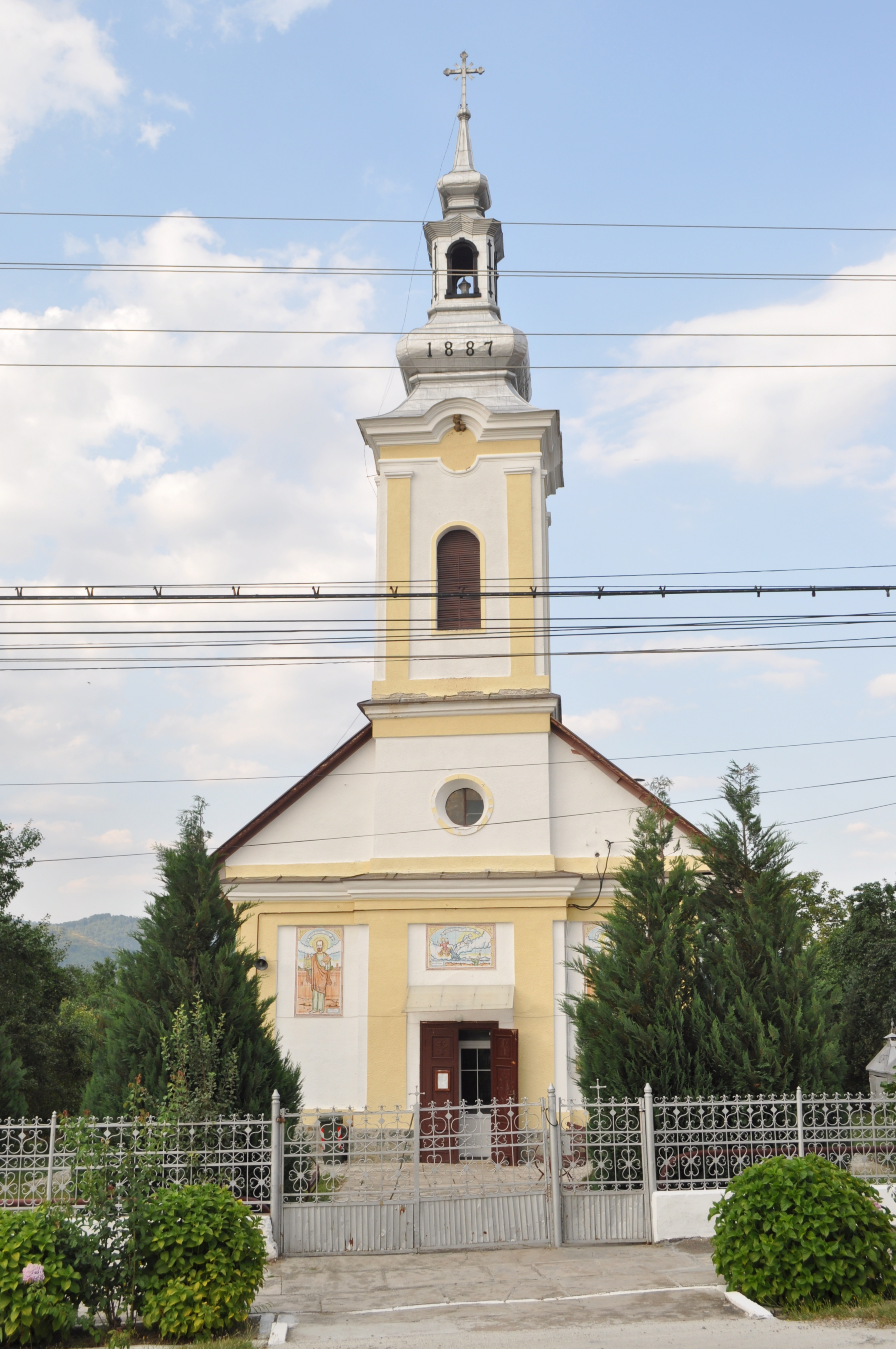
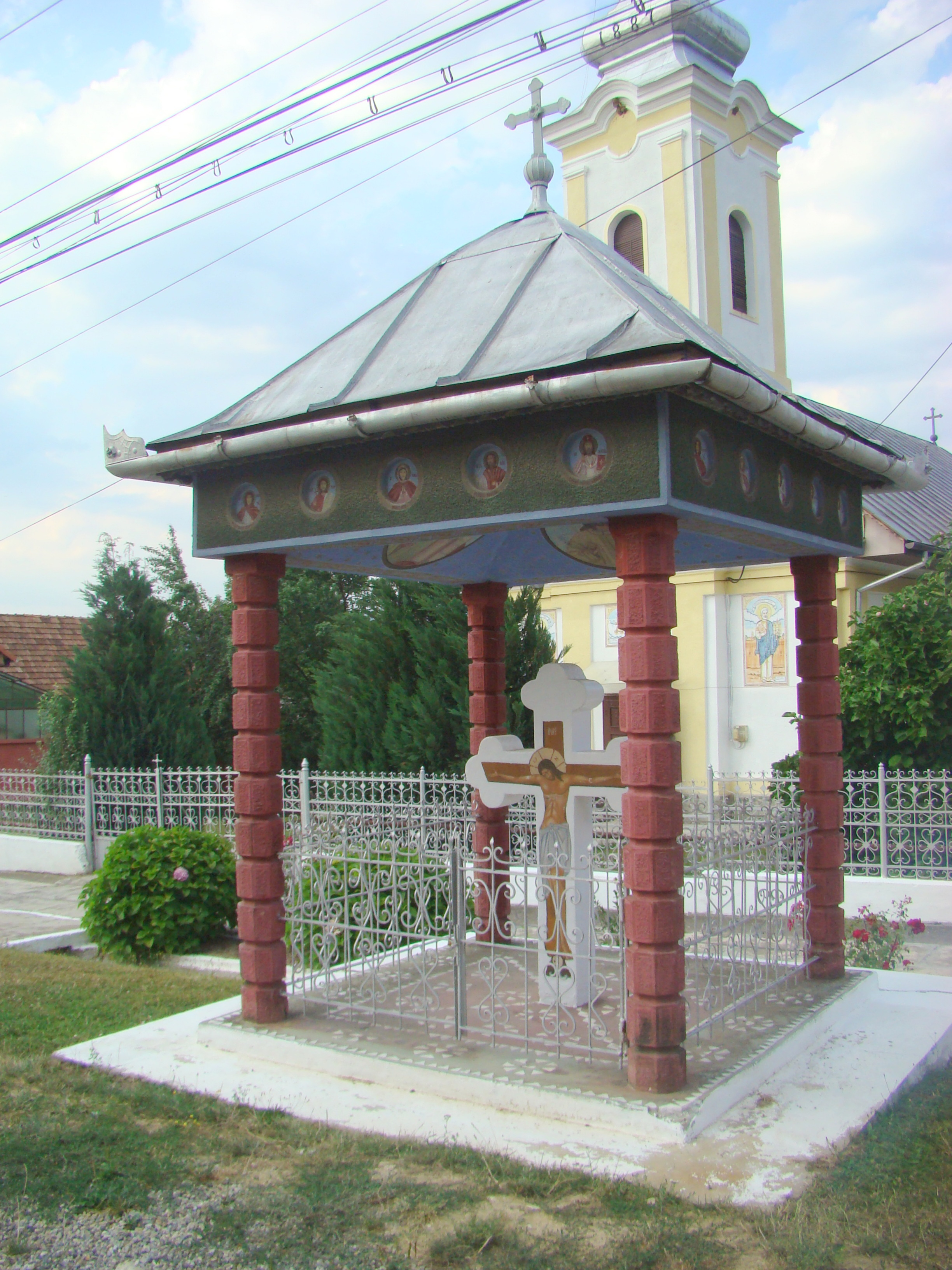
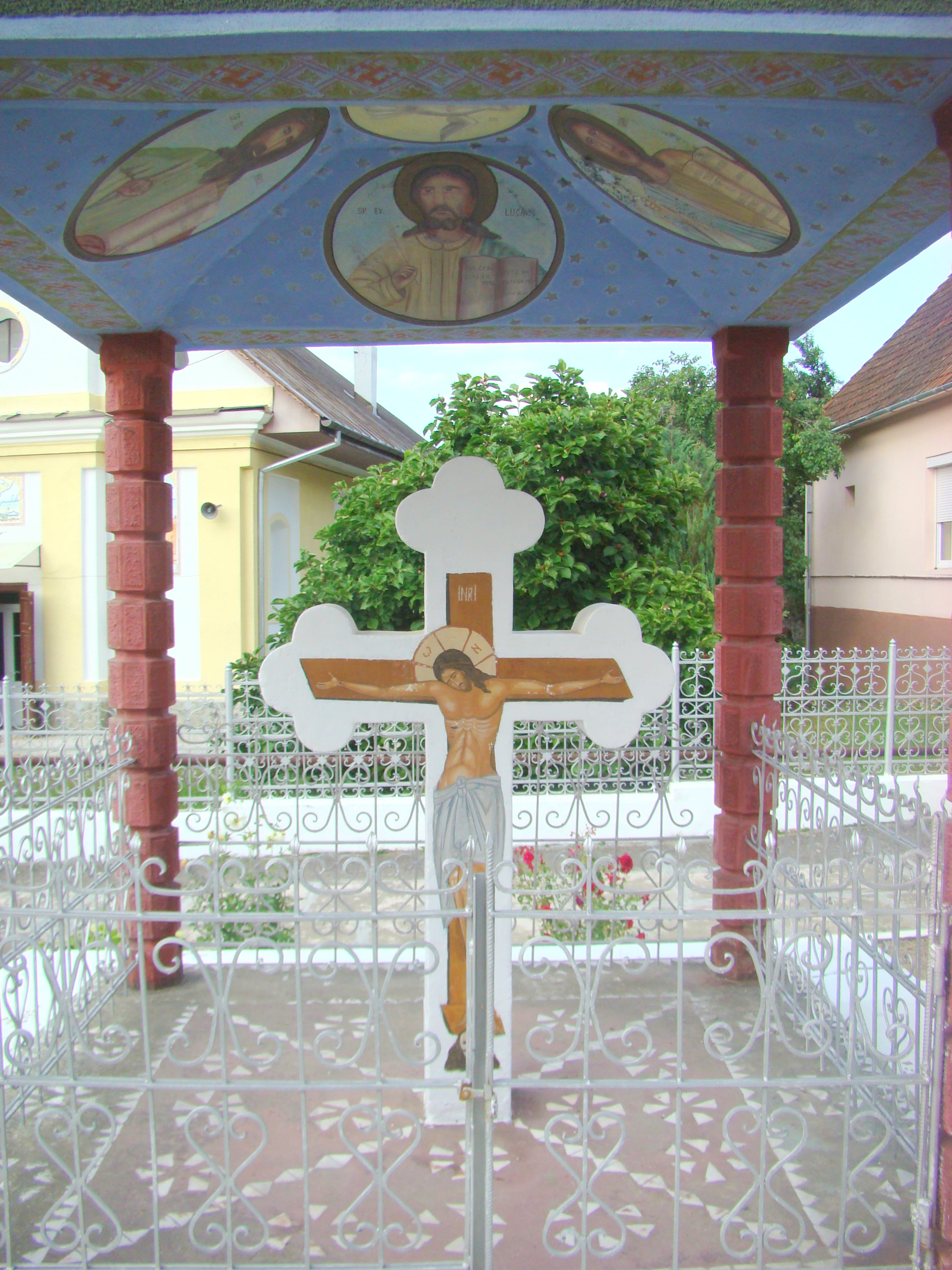
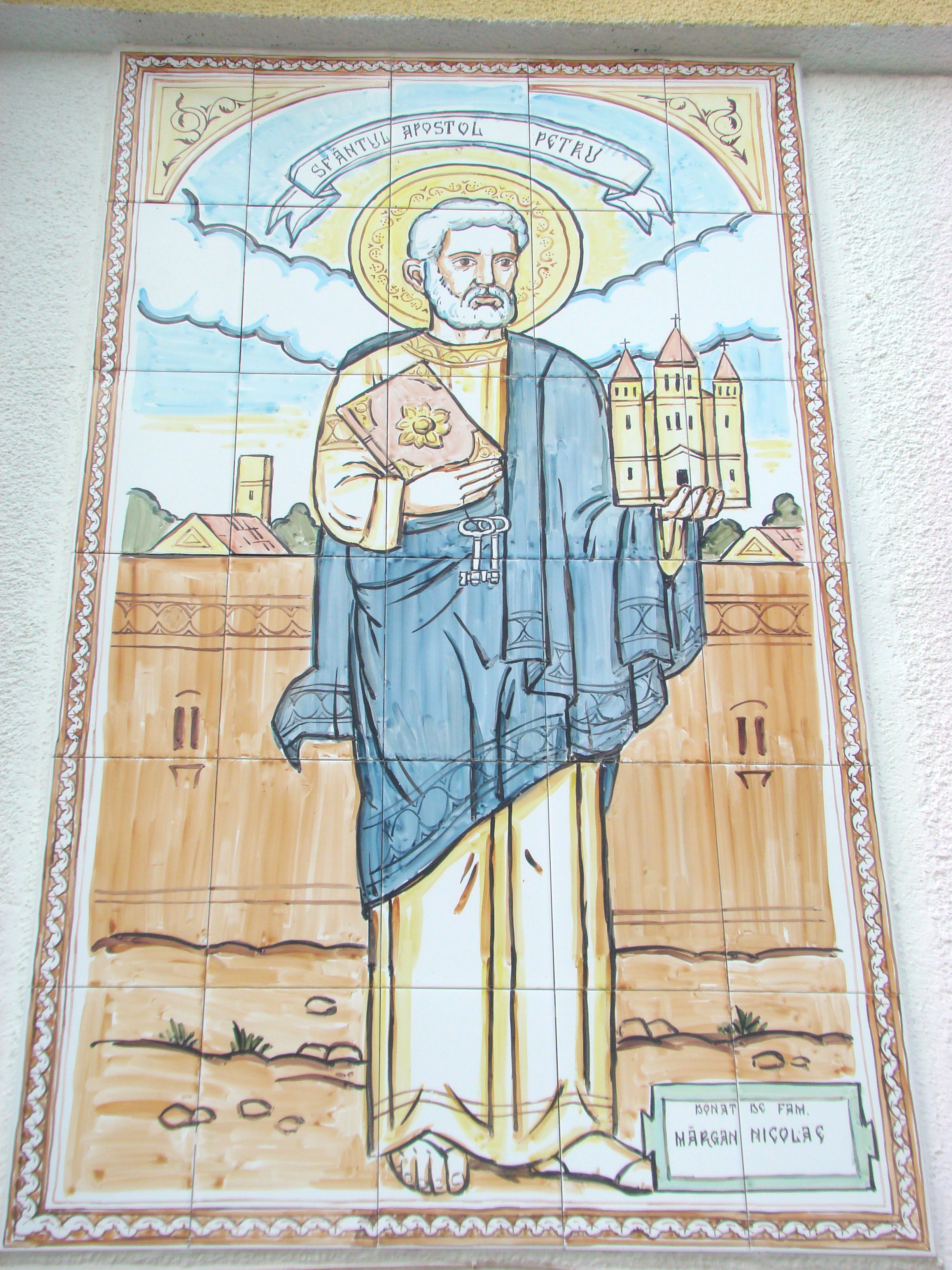
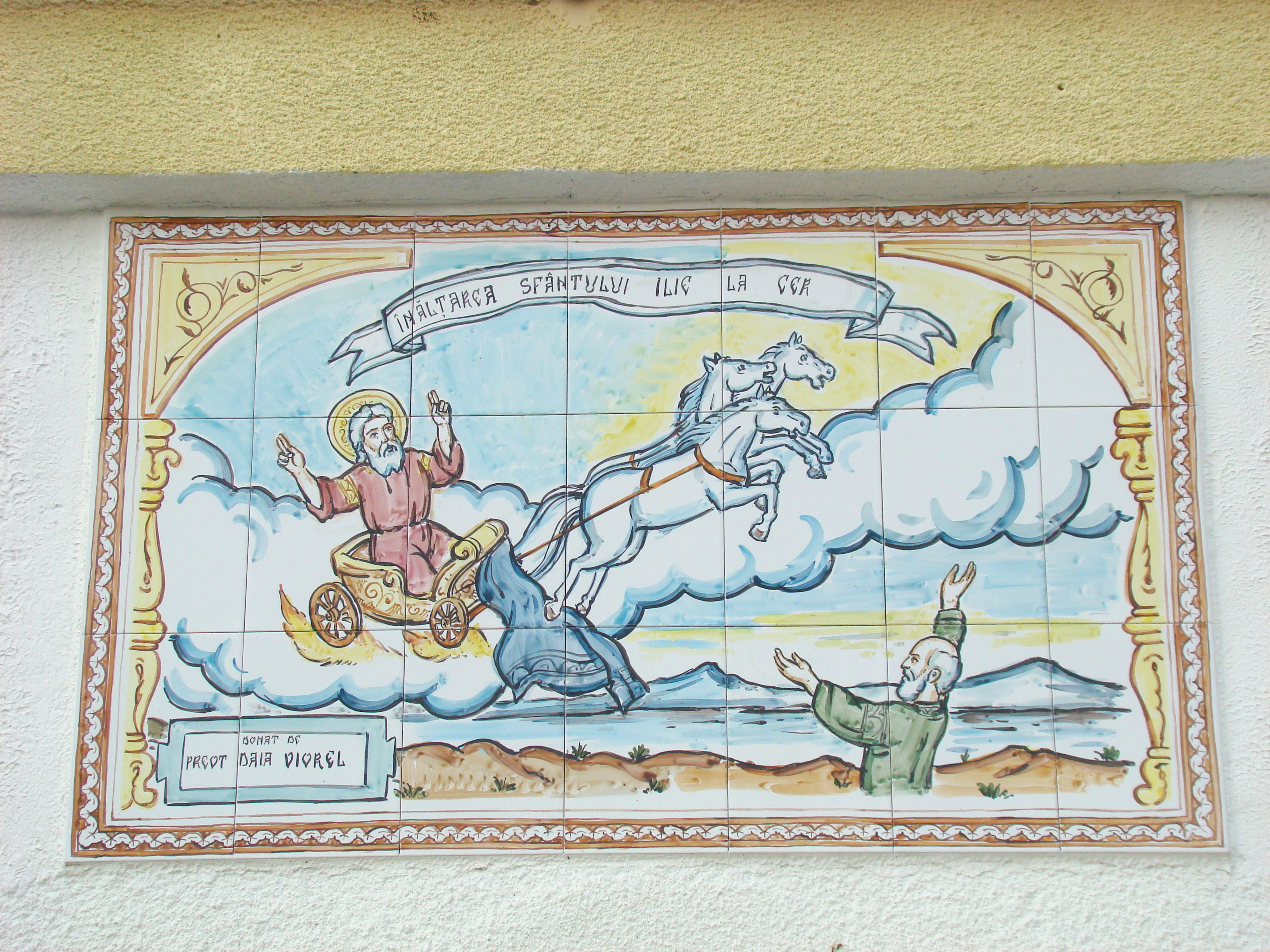
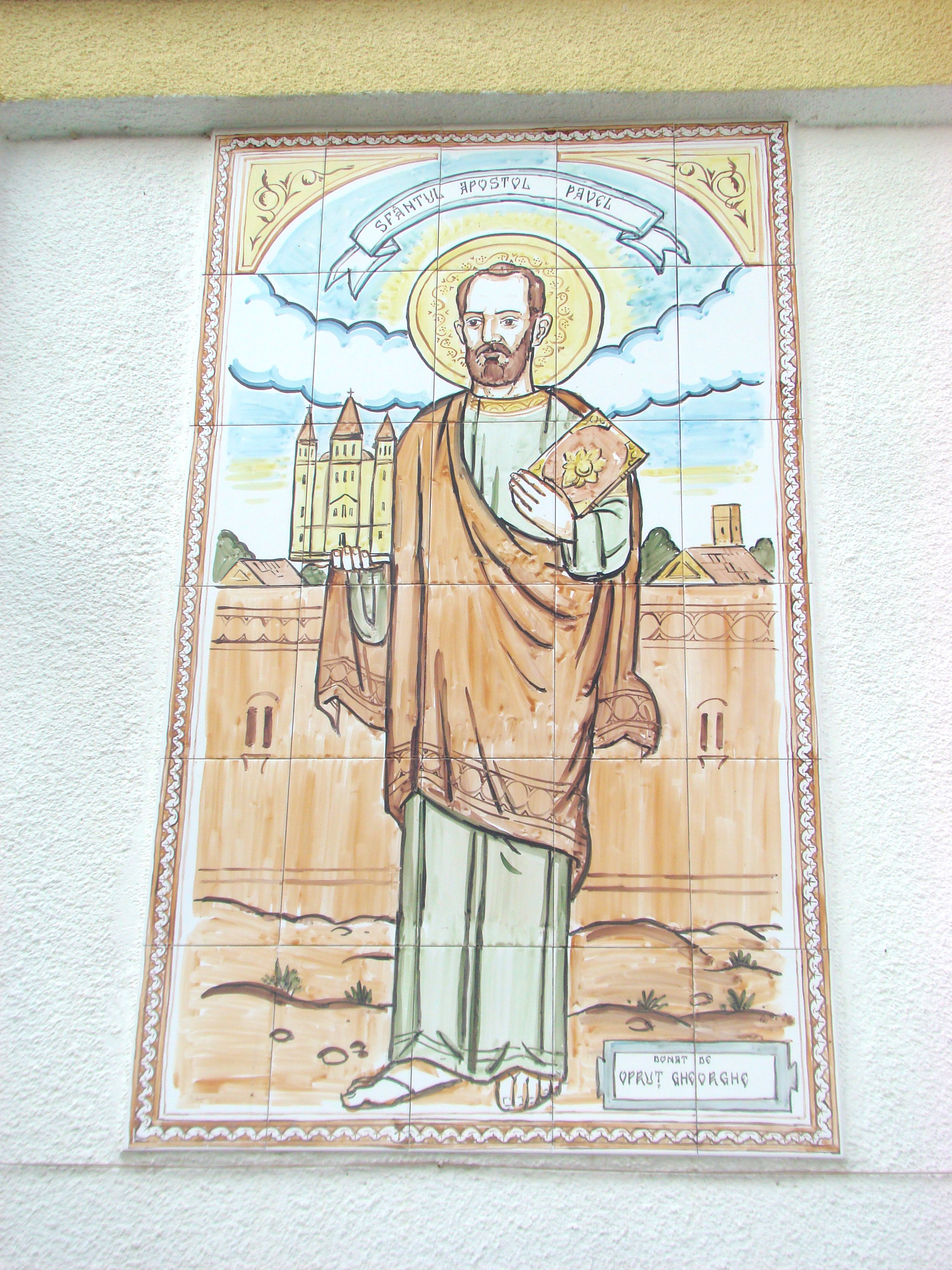
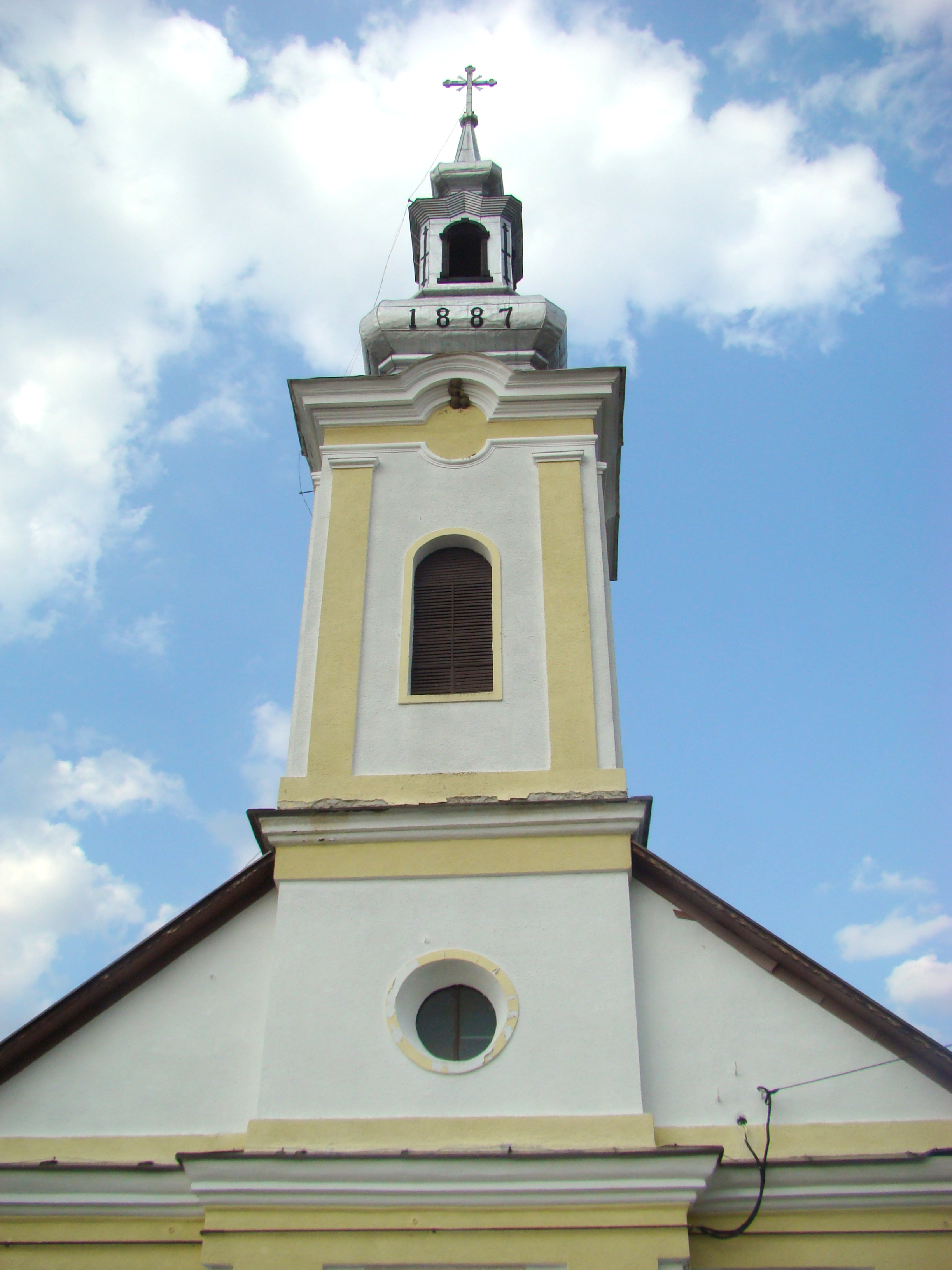
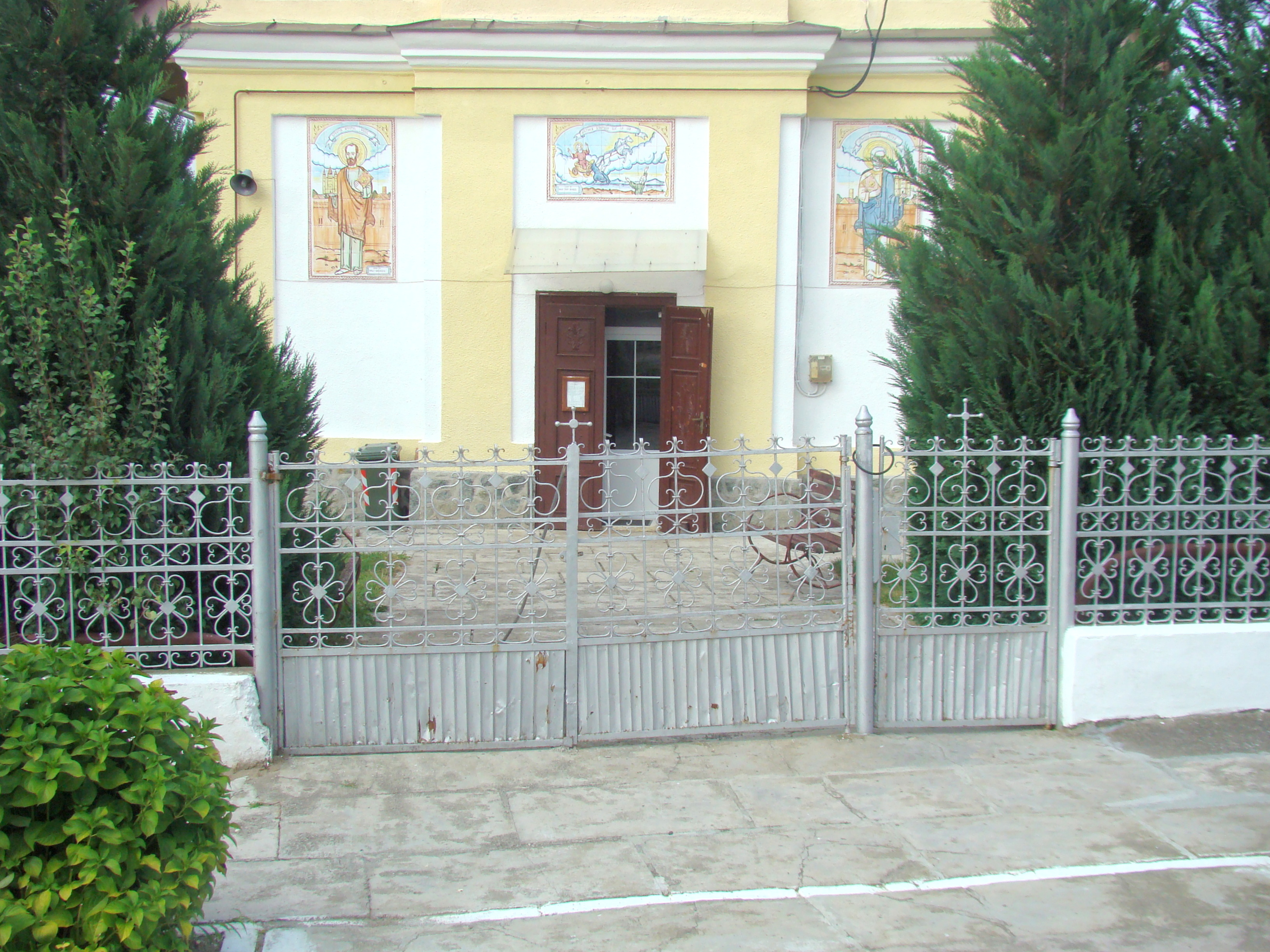
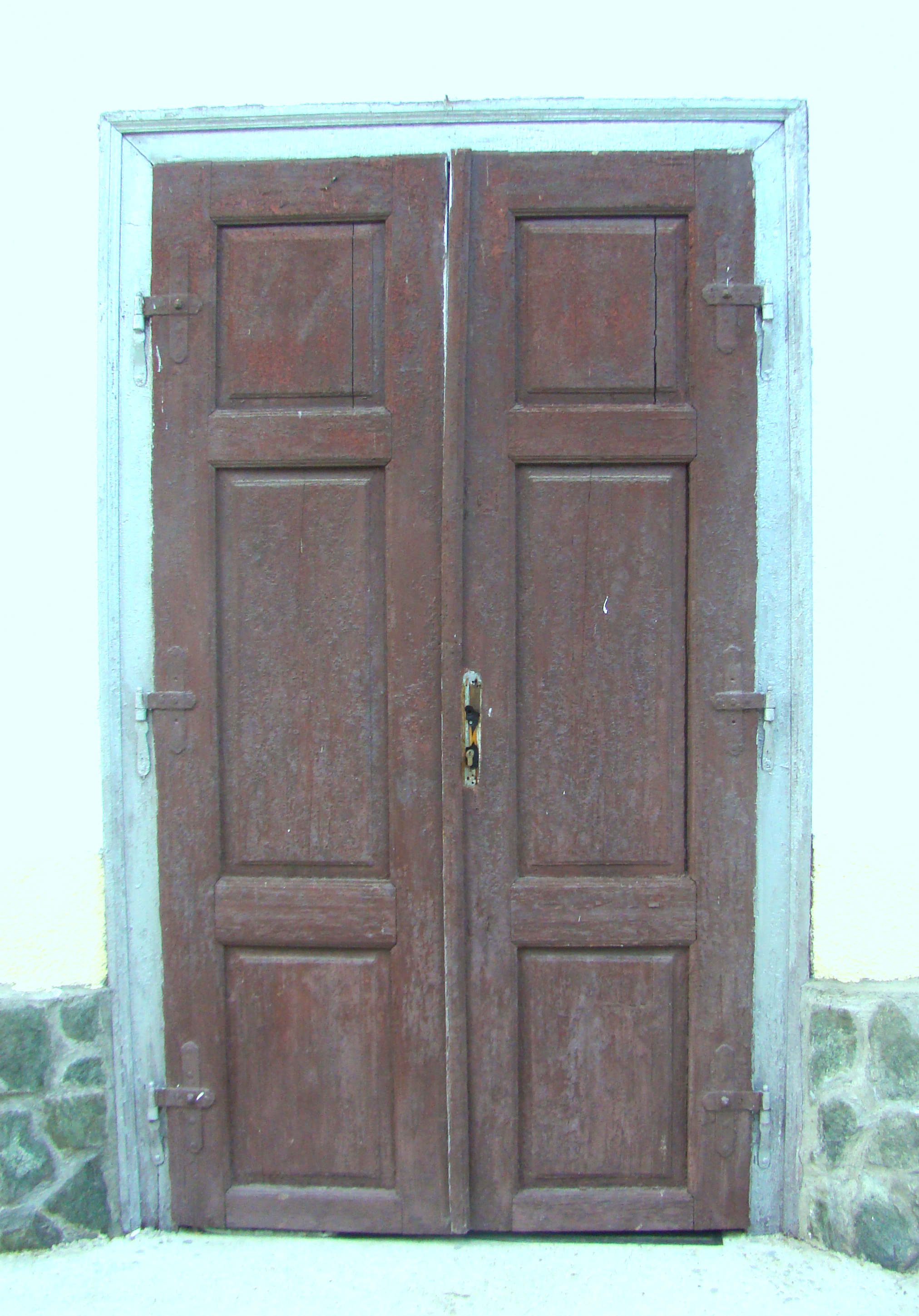
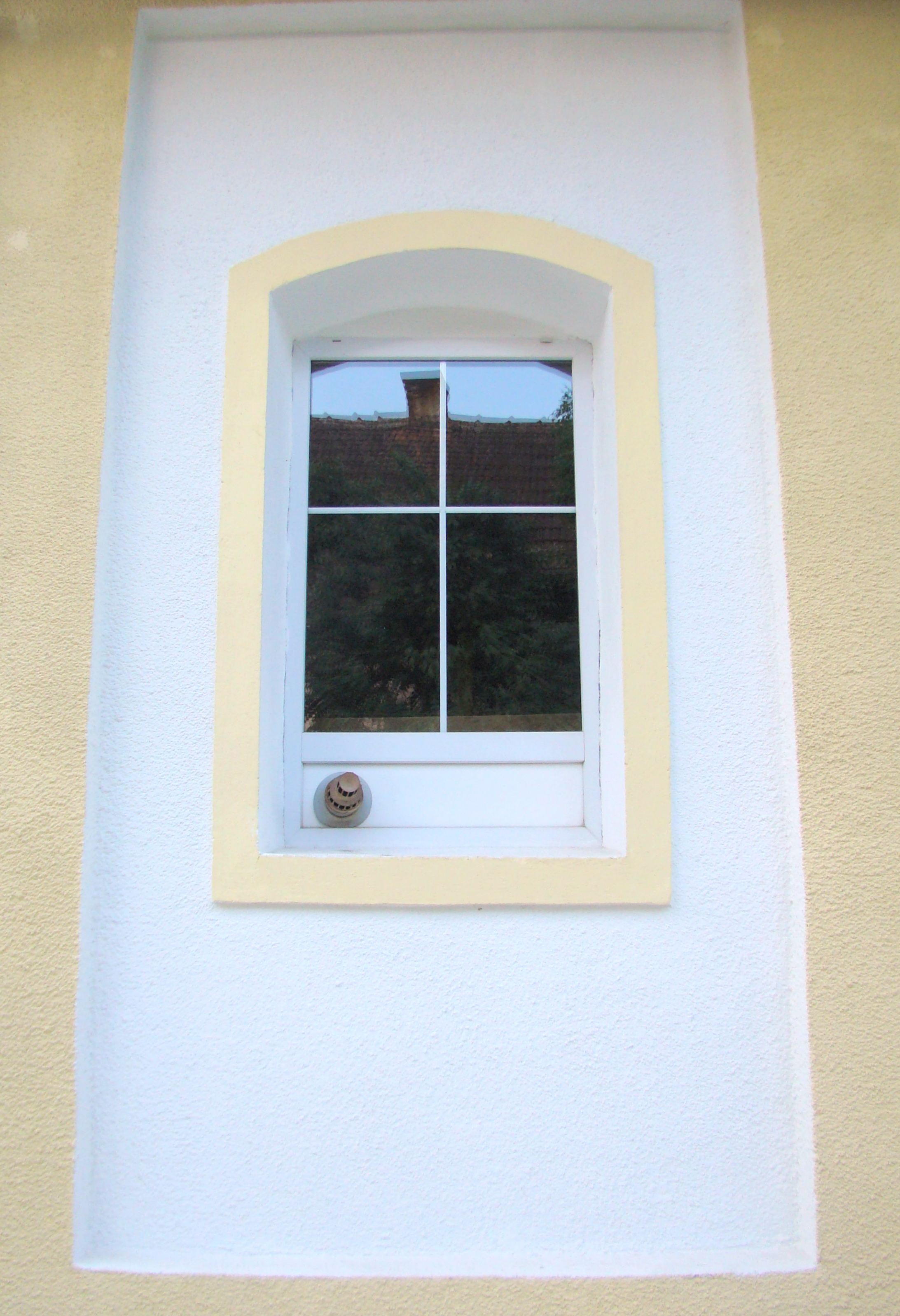
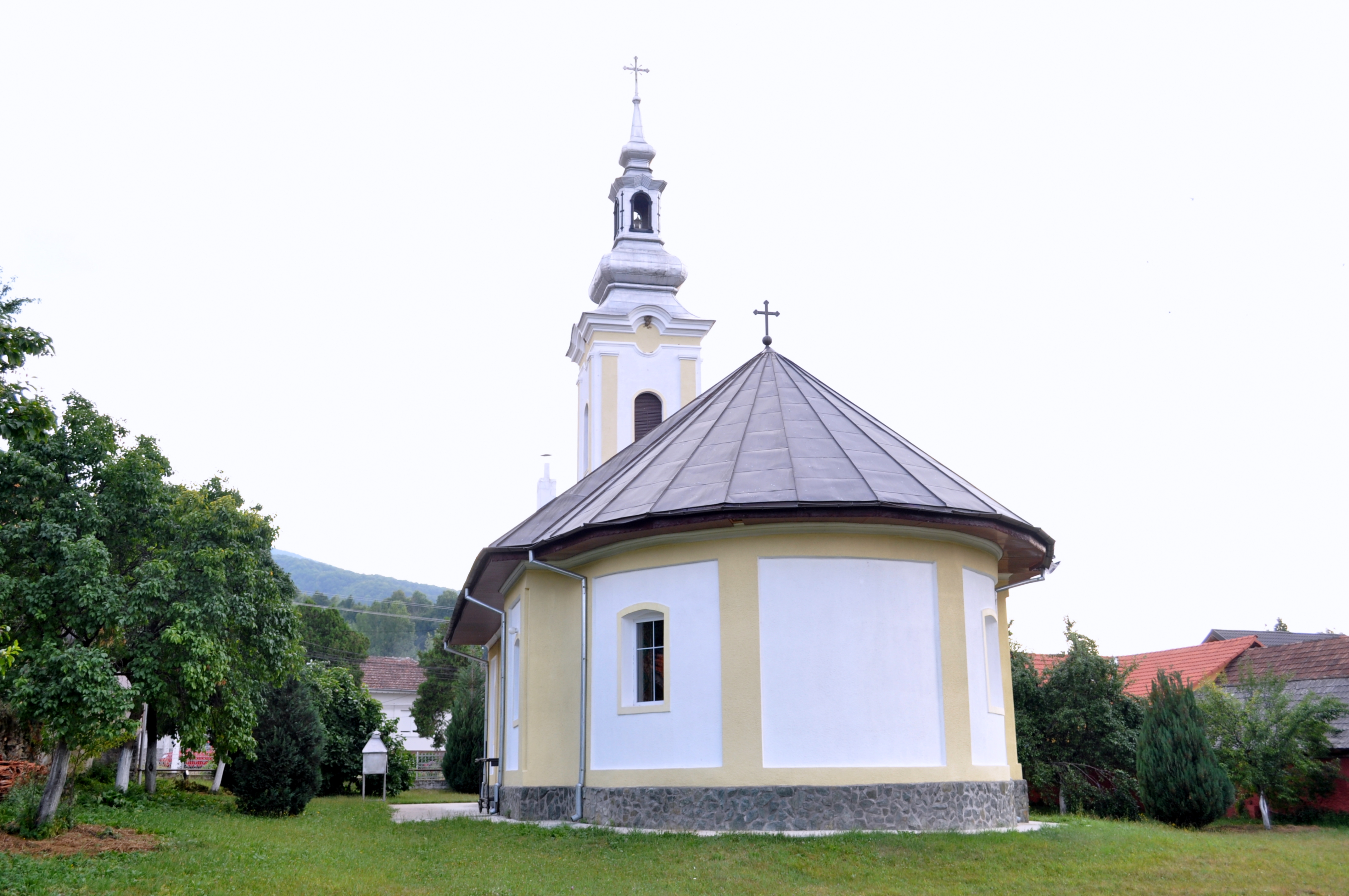